# Болшево
Бо́лшево (рос. Болшево) — колишнє село і місто Юбілейний, тепер район міста Корольов, його історична частина. Як село засноване в 1573 році в той час коли через нього проходив один з найбільших торгових шляхів Московського князівства — з московського князівства до Володимира, Нижнього Новгороду і Рязані.

## Історія
Спочатку село належало боярину Ф. Шереметєву, а пізніше князям Одоєвським. В середині XVIII століття тут стали з'являтися різні фабрики: полотняна, шовкова та ін. У 1894 році через Болшево була прокладена залізниця у напрямку на Моніно, побудована станція.
У 1924 році за розпорядженням Ф. Е. Дзержинського тут була створена Болшевська трудова комуна під керівництвом Матвія Погребинського, якій в 1933 р. було присвоєно ім'я Г. Ягоди (начальника ОГПУ в ті роки). У перші роки в комуні практикувалася вільне кохання, юнаки і дівчата жили в загальних казармах, «спільні сексуальні досліди» допускалися і навіть заохочувалися. На основі досвіду комуни був знятий всесвітньо відомий фільм «Путівка в життя» (Гран-прі на міжнародному кінофестивалі у Венеції, 1932). Саму комуну відвідували численні делегації, у тому числі закордонні. Болшевська комуна була розігнана більшовиками в квітні 1937 р.
У 1939 році в Болшево перевели Московське військово-інженерне училище, у якому за роки війни були підготовлені тисячі військових інженерів. У 1946 році на його базі був організований науково-дослідний інститут реактивного озброєння НДІ-4 МО СРСР. В складі цього інституту служило багато вихідців з України, серед них П. Ю. Еліасберг, Ю. І. Максюта, М. Т. Кобзар, В. М. Стецюк та інші. В Болшево мав свою дачу І. Д. Папанін